# Monte San Nicola (Puglia)
Il monte San Nicola è una collina alta 295 metri situata al bordo orientale delle Murge, nel territorio comunale di Monopoli.

## Caratteristiche
Il monte, che si trova a circa 6 chilometri dal centro cittadino, presenta due versanti molto diversi tra loro. Il versante nordorientale digrada piuttosto ripidamente verso la stretta pianura costiera, con un dislivello di quasi 200 metri. Sul versante opposto, invece, il monte si presenta come un'ondulazione del terreno difficilmente riconoscibile dalle altre che la circondano (salvo che per il ripetitore della RAI sulla cima), e il dislivello dalla base è trascurabile. 
Di conseguenza, anche l'ascesa alla cima è molto diversa a seconda del versante da cui si sale. Sul versante sudorientale, infatti, una strada asfaltata, che attraversa la contrada omonima, arriva praticamente alla cima della collina (nell'ultimo tratto, tuttavia, l'accesso è interdetto agli autoveicoli). Sul versante opposto, invece, ci sono vari sentieri, in parte non battuti, che portano in cima.
Il monte si trova in una zona carsica: sulla cima e nelle zone circostanti sono presenti alcune grotte.
Il versante nordorientale e l'area che circonda la cima sono coperte da una delle più vaste aree boschive della zona. Tra le specie vegetali che vi si possono trovare ricordiamo l'ulivo, il fragno, il leccio, la roverella, il pino marittimo, il mirto e il fico d'India, oltre a numerose specie floreali, di cui alcune endemiche. Per questo, e per la bellezza dell'area (dalla cima si può godere di un ampio panorama sulla pianura sottostante e su alcune città vicine, tra cui Polignano a Mare, Fasano e Ostuni), l'area è diventata un'oasi naturalistica ed è sottoposta a vincolo paesaggistico.

## Galleria d'immagini

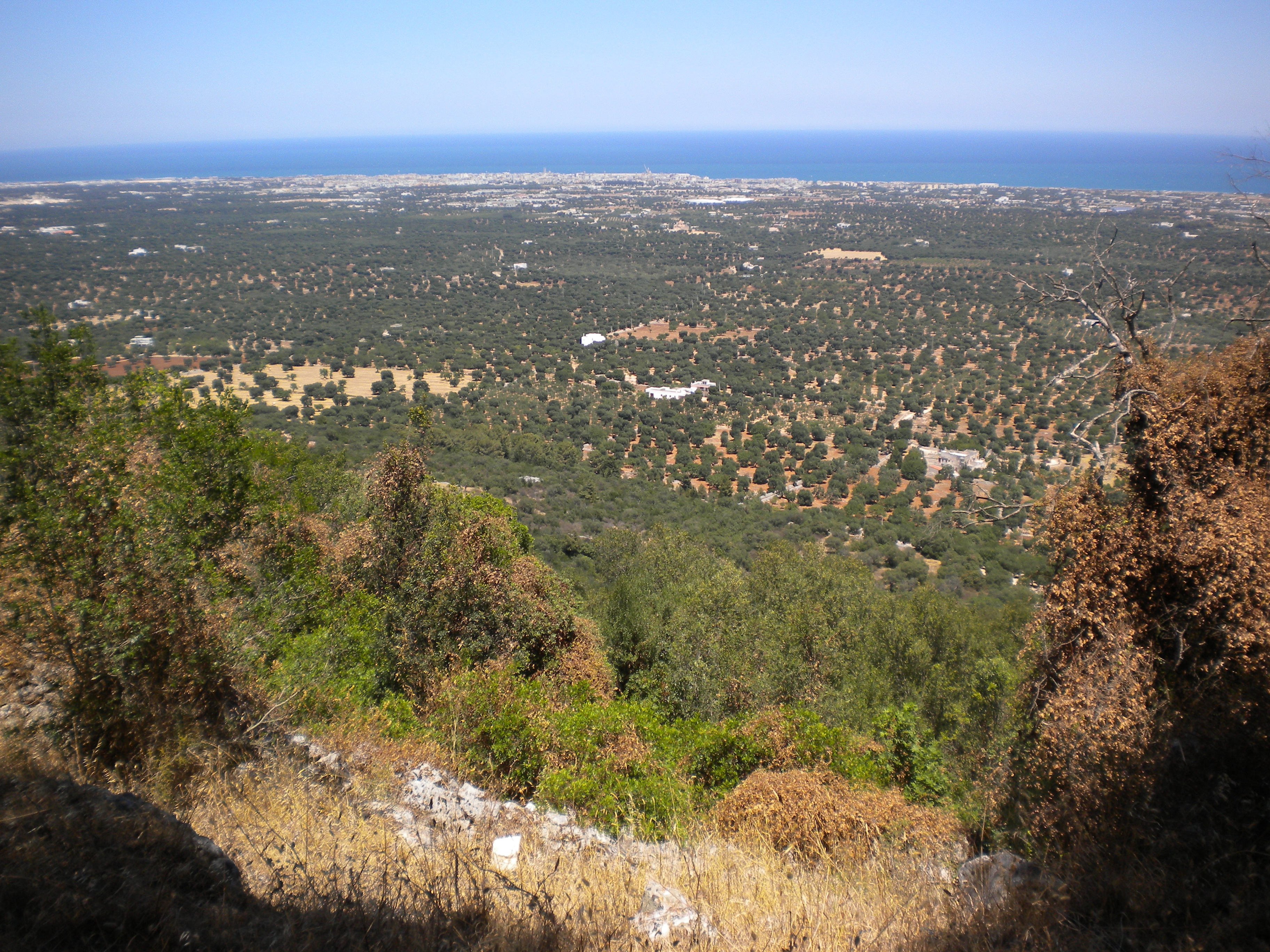
La marina e la città di Monopoli viste dal Monte San Nicola.
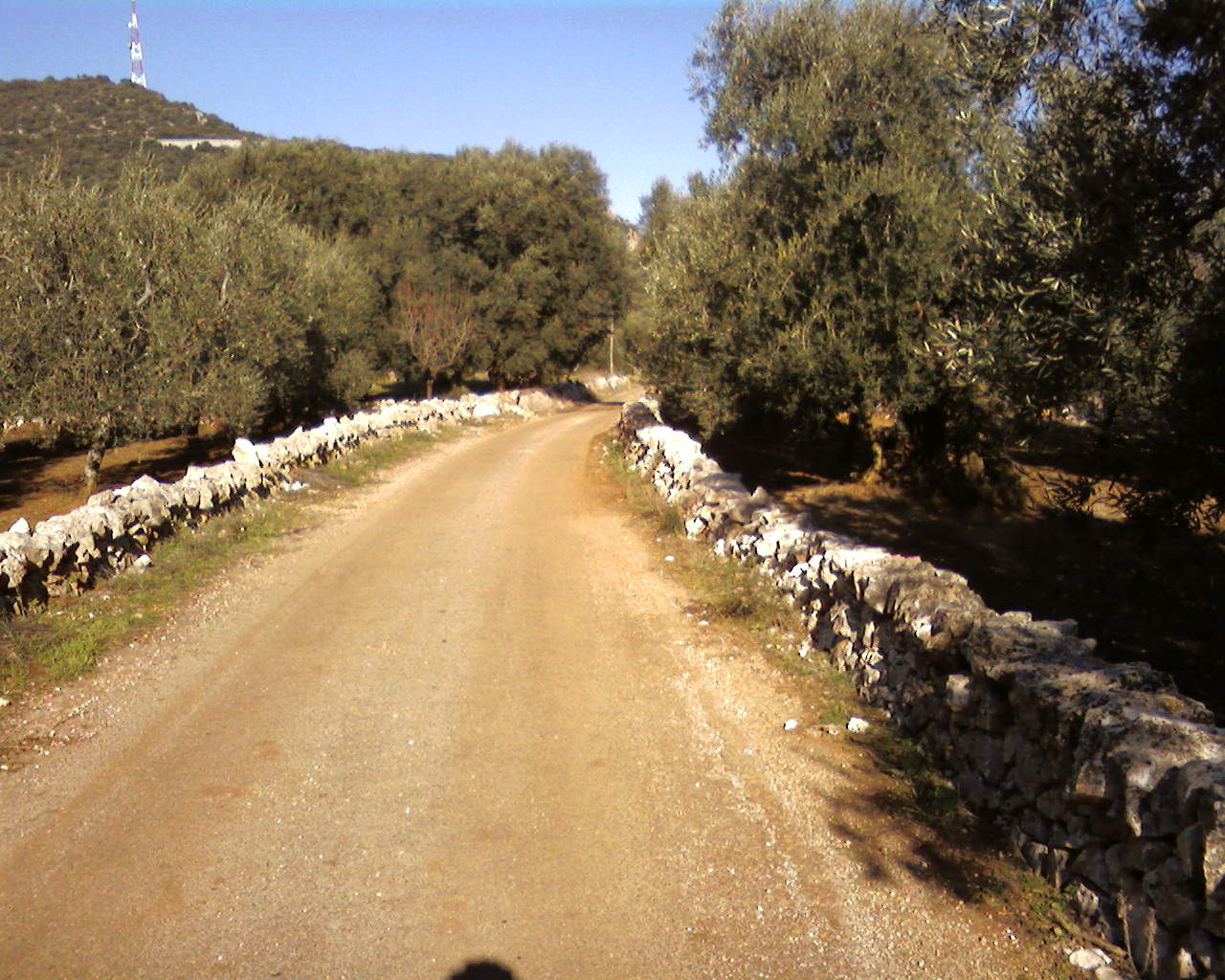
Il Monte San Nicola (sulla sinistra) visto da contrada Conchia.
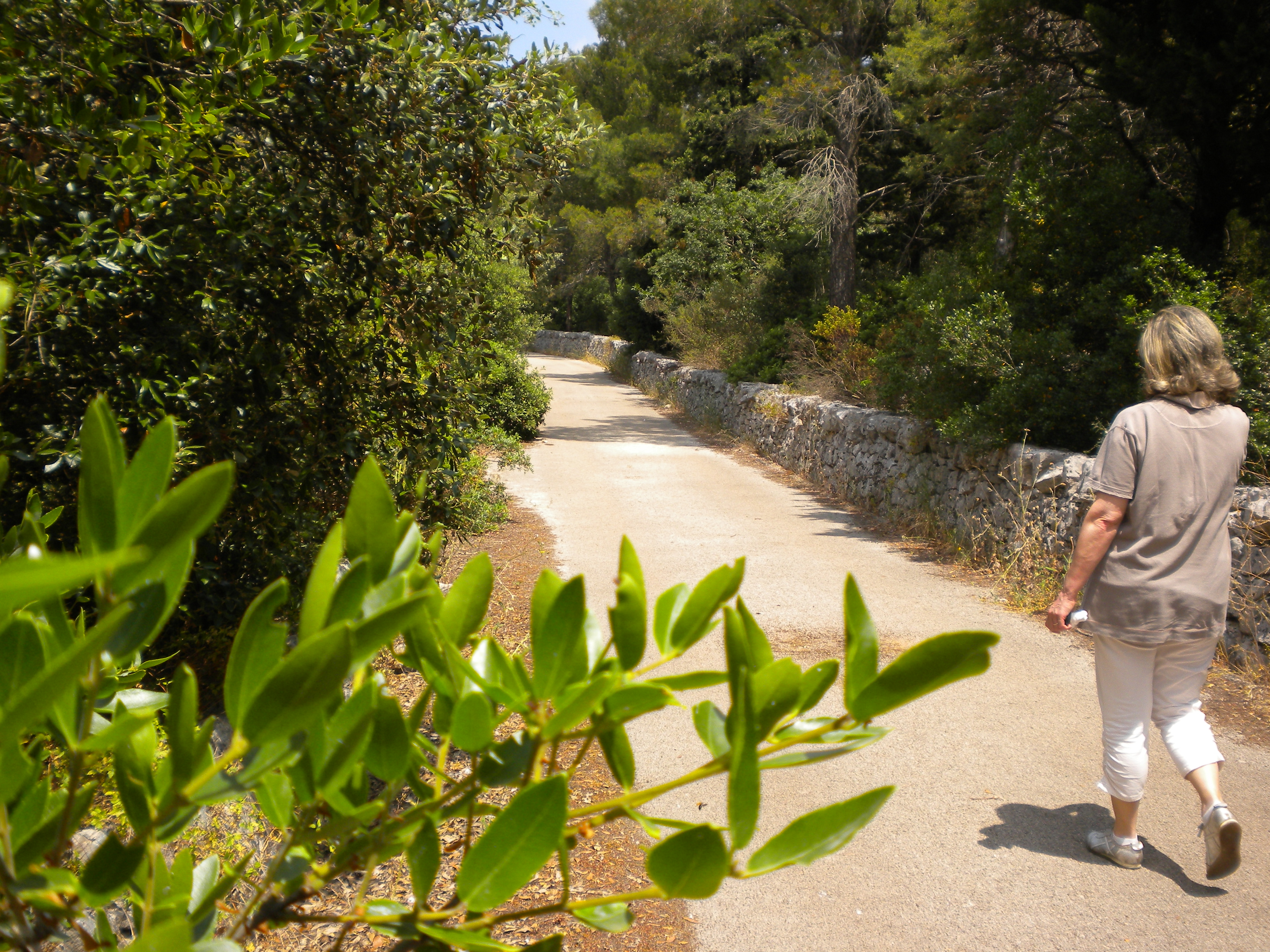
La strada per la cima.